# 釋傳般
釋傳般（1952年8月3日—），俗名袁振洋，法名普若，法字傳般。香港佛教導航精舍及般若禪寺住持。在家時為香港的著名導演、武術指導和演員。

## 生平
1952年8月3日（農曆6月13日），袁振洋生於香港。他是袁小田的侄子、袁和平的堂弟。12歲起做臨時演員，15歲做龍虎武師，19歲做副武術指導，1978年成為武術指導，是袁家班的骨幹。1983年第2屆香港電影金像獎，袁和平、袁振洋等袁家班以《奇門遁甲》獲得最佳動作指導提名。其後第3屆香港電影金像獎，袁振洋執導首部電影《波牛》，再獲最佳動作指導提名。第7屆香港電影金像獎，與成家班合作的《龍兄虎弟》獲最佳動作指導提名。1990年第9屆香港電影金像獎，袁振洋與洪家班合作的《群龍戲鳳》獲最佳動作指導提名。
1994年，傳般和尚拍攝《達摩祖師傳》，同時擔任編劇、導演、監製、出品人、動作設計、演員。而在拍攝過程中突有所感，隨即放下如日中天的電影事業，於台灣妙通寺正式剃度，受三壇大戒，師承上廣下欽老和尚。
1997年，釋傳般老和尚受弟子邀請從台灣回港，弘揚佛法。其後和尚先後於尖沙咀一地統籌建立佛教導航精舍，及於東涌建立般若禪寺，並作住持至今。

## 導演作品
- 波牛（英语：The Champions (1983 film)）（1983年）
- 群龍奪寶（1988年）
- 皇家師姐III雌雄大盜（1988年）
- 達摩祖師傳（1994年）

## 外部連結
- 釋傳般在香港影庫上的簡介